# Koszmosz–467
Koszmosz–467 (oroszul: Космос 467) Koszmosz műhold, a szovjet műszeres műhold-sorozat tagja. Űrhadviselési műhold, DSZ–P1–Ju (oroszul: ДС-П1-Ю) űreszköz.

## Küldetés
Kijelölt pályán mérési etalonként segítette a földi felderítő (radar)rendszerek technikai műveleteinek végrehajtását.

## Jellemzői
Всесоюзная инженерно-космическая Краснознаменная академия им. А. Ф. Можайского (Leningrád tervei alapján az OKB-586 építette. Üzemeltetője a moszkvai Honvédelmi Minisztérium (Министерство обороны – MO).
Megnevezései: COSPAR:1971-113A; Kódszáma: 5704.
1971. december 17-én a Pleszeck űrrepülőtérről, az LC–133/1 (LC–Launch Complex) jelű indítóállványról egy Koszmosz–2M (GRAU-kódja: 11K63) hordozórakétával állították alacsony Föld körüli pályára (LEO = Low-Earth Orbit). Az orbitális pályája 92 perces, 71 fokos hajlásszögű, elliptikus pálya perigeuma 279 kilométer, apogeuma 502 kilométer volt.
Hasznos tömege 325 kilogramm. Alakja hengeres, átmérője 1,2, hossza 1,8 méter. A sorozat felépítését, szerkezetét, alapvető fedélzeti rendszereit tekintve egységesített, szabványosított űreszköz. Az űreszközhöz napelemeket rögzítettek, éjszakai (földárnyék) energiaellátását kémiai akkumulátorok biztosították.
1972. április 18-án, 123 nap (0,34 év) után földi parancsra belépett a légkörbe és megsemmisült.